# Coccophagus hibisci
Coccophagus hibisci is een vliesvleugelig insect uit de familie Aphelinidae. De wetenschappelijke naam is voor het eerst geldig gepubliceerd in 1993 door Sugonjaev & Ren.